# Stickney-kráter
A Stickney-kráter a Mars legnagyobb holdjának, a Phobosnak a legnagyobb krátere. Átmérője 9 km, amely a hold felszínének jelentős részét lefedi.
Nevét, Chloe Angeline Stickney Hallról, a Phobos felfedezőjének feleségéről kapta. A krátert 1973-ban nevezték el, a Mariner-9 képei alapján. A Stickneyben van egy kisebb, kb. 2 kilométer átmérőjű kráter, ami egy későbbi becsapódás következménye lett. Ez 2006-ban a Limtoc nevet kapta, a Gulliver utazásai egyik szereplője után.
Barázdák és kráterláncok indulnak ki a Stickneyből. A Mars Express szonda képei azt mutatják, hogy ezek a képződmények a Marsba becsapódott kőzetekből kilökődő sziklák okozhatták ezeket a sérüléseket. Egy újabb modellezés alátámasztja azt az elméletet, miszerint a barázdák az árapályerők okozta deformáció jelei.